# أرييه درعي

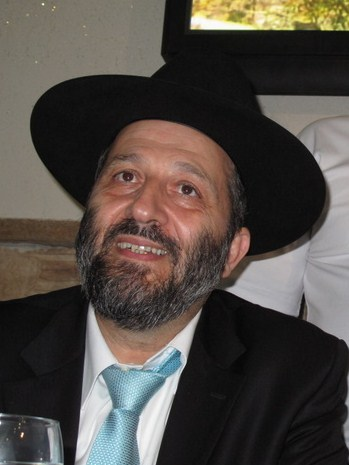
أرييه درعي عام 2008

أرييه مخلوف درعي (بالعبرية: אריה מכלוף דרעי)، من مواليد 17 فبراير 1959، مكناس، المغرب) هو سياسي إسرائيلي، والرئيس الحالي لحزب شاس. بعد تقدمه السياسي المبكر، وتقلده منصبين في مجلس الوزراء قبل بلوغه سن ال30، تورّط في فضيحة فساد في مطلع القرن، دخل السجن على اثرها وقضى سنتين في السجن، وسبق له أن أدين بتهم فساد، وسجن 22 شهراً قبل أن يفرَج عنه في عام 2002.
عاد للسياسة وتولى منصب زعيم حزب شاس من جديد في 16 أكتوبر 2012 بعد توقف دام ثلاثة عشر سنة. وهو يتقن الفرنسية واللهجة المغربية واللغة الأوكرانية.

## مسيرته

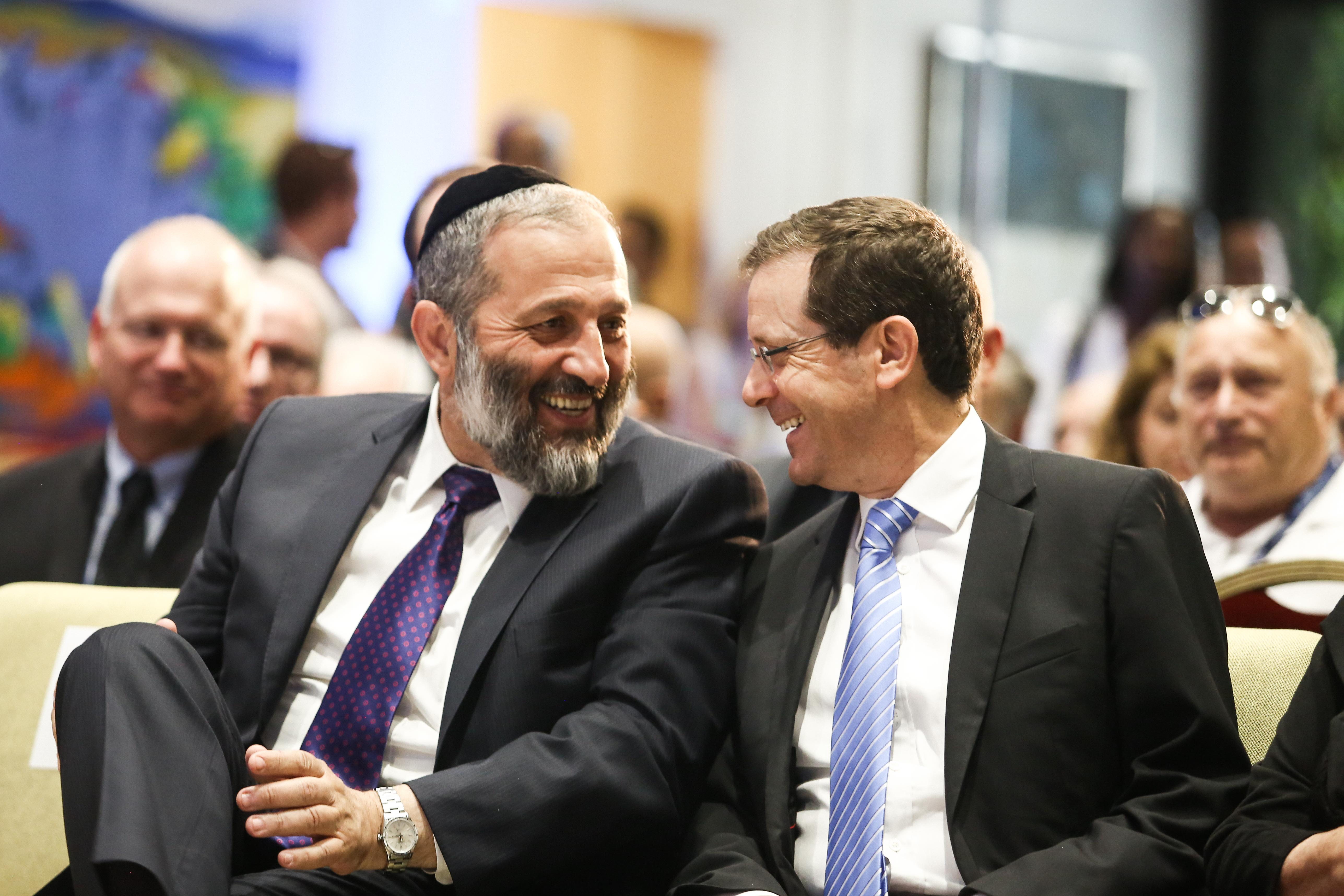
مع إسحاق هرتزوغ زعيم حزب العمل الإسرائيلي، 2016

ولد في عام 1959 وسط عائلة يهودية في مدينة مكناس بالمغرب، حيث عاش السنوات التسع الأولى من حياته. بعد حرب الأيام الستة عام 1967، واستياء ظروف اليهود في المغرب، قرر والدا درعي الهجرة إلى إسرائيل سنة 1968. فانخرط درعي في السياسة الإسرائيلية في سن مبكرة أثناء دراسته في المعهد الديني، حيث التحق بالحزب المزراحي السفارديمي «شاس» تحت وصاية الحاخام عوفاديا يوسف. فارتقى سريعا وارتفعت شعبيته في أوساط الجمهور الديني الإسرائيلي، فتمت ترقيته على رأس القوائم الانتخابية لحزب شاس وانتخب عضوا في الكنيست. شغل منصب وزير بدون حقيبة في سن ال 24، ومنصب وزير الداخلية في سن ال29.

## فساد إداري ومالي
بعد ادانته بقبوله رشاوي تقدر ب 155,000 $ أثناء عمله وزيرا للداخلية، حكم عليه بالسجن لمدة ثلاث سنوات في عام 2000، فحل محله إيلي يشاي. نظرا لحسن السيرة والسلوك، أطلق سراح درعي من السجن في 2002 بعد اقامته به 22 شهرا.
على الرغم من فضيحة الفساد والمشاكل القانونية، لا يزال يتمتع بشعبية كبيرة بين المتدينين التقليديين والحريديم الشرقيين اليهود. وفي حزيران 2011، أعلن أنه يخطط للعودة إلى السياسة. واسترجع منصب زعيم حزب شاس في 16 تشرين الأول 2012 بعد توقف دام ثلاثة عشر عاما. هو متزوج ولديه 9 أطفال.
وفي شهر 5 من عام 2017 قامت الشرطة الاسرائيلية باستجوابه مع زوجته بتهم فساد، وقالت صحيفة هآرتس: إن الشرطة تستجوب 14 مشتبها بهم آخرين، من ضمنهم المدير العام لإحدى وزارات الحكومة.

## روابط خارجية
- أرييه درعي على موقع IMDb (الإنجليزية)
- أرييه درعي على موقع أول موفي (الإنجليزية)